# Mustafa Emre Eyisoy
Mustafa Emre Eyisoy (* 22. November 1980) ist ein türkischer Fußballschiedsrichterassistent.
Eyisoy ist seit der Saison 2001/02 Schiedsrichterassistent in der türkischen Süper Lig. Bisher war er bereits bei über 400 Ligaspielen im Einsatz. 
Seit 2002 steht er auf der Liste der FIFA-Schiedsrichter und ist an der Spielleitung internationaler Fußballspiele beteiligt.
In der Saison 2003/04 war Eyisoy erstmals bei einem Spiel in der Europa League, in der Saison 2011/12 erstmals bei einem Spiel in der Champions League im Einsatz.
Im April 2024 wurde Eyisoy zusammen mit Kerem Ersoy als Schiedsrichterassistent von Halil Umut Meler für die Europameisterschaft 2024 in Deutschland nominiert.